# 안양시 (허난성)
안양(안양, 중국어 간체자: 安阳, 정체자: 安陽, 병음: Ānyáng)은 중국 허난성의 최북단에 있는 도시이다.

## 지리
동쪽으로 푸양시, 남쪽으로 허비시, 신샹시와 접하고 서쪽으로 산시성, 북쪽으로 허베이성과 접한다.
연평균 기온은 13.6도이고 대부분이 평지이다. 서쪽에는 타이항산맥이 우뚝 솟아 있고 여기서 흐르는 장허(하이허 수계의 웨이허의 지류)가 허베이성 한단시와의 경계를 흐른다.

## 역사
도시의 서쪽 가장자리에 있는 샤오난하이(小南海)는 석기시대의 선사시대 동굴이 있는 곳이다. 샤오난하이 문화를 대표하는 석기와 동물 뼈 화석을 포함한 7,000개가 넘는 유물이 이곳에서 발굴되었다.
BC2000년 경에 전설의 현명한 왕 전욱과 제곡이 나라의 수도를 이 곳 주변에 세웠다. 안양은 이 왕국의 통치를 받았다. 그들의 능이 오늘날 네이황현의 남쪽 산양 촌에 위치해있다.
BC14세기 초엽에 상나라의 반경은 환 허 기슭의 현재 도시에서 북쪽으로 2km 떨어진 곳에 수도를 세웠다. 은허라고 알려진 이 도시는 중국 역사상 첫 번째 고정된 수도로써 상나라는 은나라로도 알려지게 되었다.
상나라의 힘이 절정에 달하던 무정 때를 포함해 BC1046년에 서주 무왕에 의해 멸망할 때까지 8대 12명의 왕 통치기에 수도 역할을 하였다. 안양의 탕인현 웨 촌은 남송의 유명한 장군 악비가 태어난 곳이다. 명나라가 시작되던 1368년에 안양은 재건되었다.
1949년 8월에 안양은 푸양, 신샹과 함께 허난성에서 떨어져나가서 핑위안 성에 속하게 되었다. 1953년 11월에 핑위안 성이 해체되면서 3개 모두 허난성으로 돌아오게 되었다.

## 경제
안양은 외부 세계에 개방되면서 외국과의 경제 관계와 무역은 급속도로 발달되었다. 16개의 외국 투자기업(합작기업, 협력기업, 외국인 소유 기업)이 세워졌다. 안양에 총 면적 22.8km2의 경제기술개발구가 세워졌고 많은 국내외 기업을 유치하기 위해 우호적인 정책을 펴고 있다. 안양의 경제 발전을 위한 모든 외국과의 관계 및 교역망이 놓여져있다.

## 기후
| 안양시 (1991년~2013년)의 기후 | 안양시 (1991년~2013년)의 기후 | 안양시 (1991년~2013년)의 기후 | 안양시 (1991년~2013년)의 기후 | 안양시 (1991년~2013년)의 기후 | 안양시 (1991년~2013년)의 기후 | 안양시 (1991년~2013년)의 기후 | 안양시 (1991년~2013년)의 기후 | 안양시 (1991년~2013년)의 기후 | 안양시 (1991년~2013년)의 기후 | 안양시 (1991년~2013년)의 기후 | 안양시 (1991년~2013년)의 기후 | 안양시 (1991년~2013년)의 기후 | 안양시 (1991년~2013년)의 기후 |
| 월                            | 1월                           | 2월                           | 3월                           | 4월                           | 5월                           | 6월                           | 7월                           | 8월                           | 9월                           | 10월                          | 11월                          | 12월                          | 연간                          |
| ----------------------------- | ----------------------------- | ----------------------------- | ----------------------------- | ----------------------------- | ----------------------------- | ----------------------------- | ----------------------------- | ----------------------------- | ----------------------------- | ----------------------------- | ----------------------------- | ----------------------------- | ----------------------------- |
| 역대 최고 기온 °C (°F)        | 20.7 (69.3)                   | 27.2 (81.0)                   | 31.3 (88.3)                   | 37.0 (98.6)                   | 39.5 (103.1)                  | 43.2 (109.8)                  | 41.8 (107.2)                  | 39.5 (103.1)                  | 39.3 (102.7)                  | 34.6 (94.3)                   | 27.7 (81.9)                   | 26.3 (79.3)                   | 43.2 (109.8)                  |
| 일평균 최고 기온 °C (°F)      | 4.2 (39.6)                    | 8.8 (47.8)                    | 14.4 (57.9)                   | 21.4 (70.5)                   | 26.9 (80.4)                   | 32.3 (90.1)                   | 32.0 (89.6)                   | 30.4 (86.7)                   | 26.9 (80.4)                   | 21.5 (70.7)                   | 12.9 (55.2)                   | 6.0 (42.8)                    | 19.8 (67.6)                   |
| 일일 평균 기온 °C (°F)        | −1.2 (29.8)                   | 3.0 (37.4)                    | 8.5 (47.3)                    | 15.4 (59.7)                   | 21.1 (70.0)                   | 26.2 (79.2)                   | 27.3 (81.1)                   | 25.7 (78.3)                   | 21.2 (70.2)                   | 15.2 (59.4)                   | 7.0 (44.6)                    | 0.7 (33.3)                    | 14.2 (57.5)                   |
| 일평균 최저 기온 °C (°F)      | −5.3 (22.5)                   | −1.7 (28.9)                   | 3.3 (37.9)                    | 9.7 (49.5)                    | 15.4 (59.7)                   | 20.4 (68.7)                   | 23.1 (73.6)                   | 21.9 (71.4)                   | 16.6 (61.9)                   | 10.2 (50.4)                   | 2.4 (36.3)                    | −3.3 (26.1)                   | 9.4 (48.9)                    |
| 역대 최저 기온 °C (°F)        | −21.7 (−7.1)                  | −16.7 (1.9)                   | −10.1 (13.8)                  | −2.7 (27.1)                   | 5.5 (41.9)                    | 10.2 (50.4)                   | 15.8 (60.4)                   | 11.6 (52.9)                   | 5.5 (41.9)                    | −1.4 (29.5)                   | −11.4 (11.5)                  | −18.1 (−0.6)                  | −21.7 (−7.1)                  |
| 평균 강수량 mm (인치)         | 5.2 (0.20)                    | 8.8 (0.35)                    | 15.4 (0.61)                   | 26.0 (1.02)                   | 40.2 (1.58)                   | 59.9 (2.36)                   | 162.2 (6.39)                  | 118.5 (4.67)                  | 59.9 (2.36)                   | 27.2 (1.07)                   | 18.9 (0.74)                   | 5.6 (0.22)                    | 547.8 (21.57)                 |
| 평균 강수일수 (≥ 0.1 mm)      | 3.0                           | 3.3                           | 3.7                           | 4.9                           | 6.7                           | 7.7                           | 11.2                          | 8.9                           | 7.6                           | 5.3                           | 4.1                           | 2.7                           | 69.1                          |
| 평균 강설일수                 | 3.4                           | 3.2                           | 1.5                           | 0.3                           | 0                             | 0                             | 0                             | 0                             | 0                             | 0                             | 1.5                           | 2.9                           | 12.8                          |
| 평균 상대 습도 (%)            | 61                            | 58                            | 57                            | 60                            | 64                            | 61                            | 77                            | 80                            | 74                            | 67                            | 67                            | 65                            | 66                            |
| 평균 월간 일조시간            | 111.0                         | 130.4                         | 174.9                         | 207.7                         | 227.8                         | 204.7                         | 168.9                         | 174.8                         | 157.8                         | 156.0                         | 133.9                         | 113.1                         | 1,961                         |
| 가능 일조율                   | 36                            | 42                            | 47                            | 53                            | 52                            | 47                            | 38                            | 42                            | 43                            | 45                            | 44                            | 38                            | 44                            |
| 출처: 중국기상국              |                               |                               |                               |                               |                               |                               |                               |                               |                               |                               |                               |                               |                               |

## 행정구역
안양 시는 산하에 4개 시할구 1개 현급시 4개 현을 관리한다.

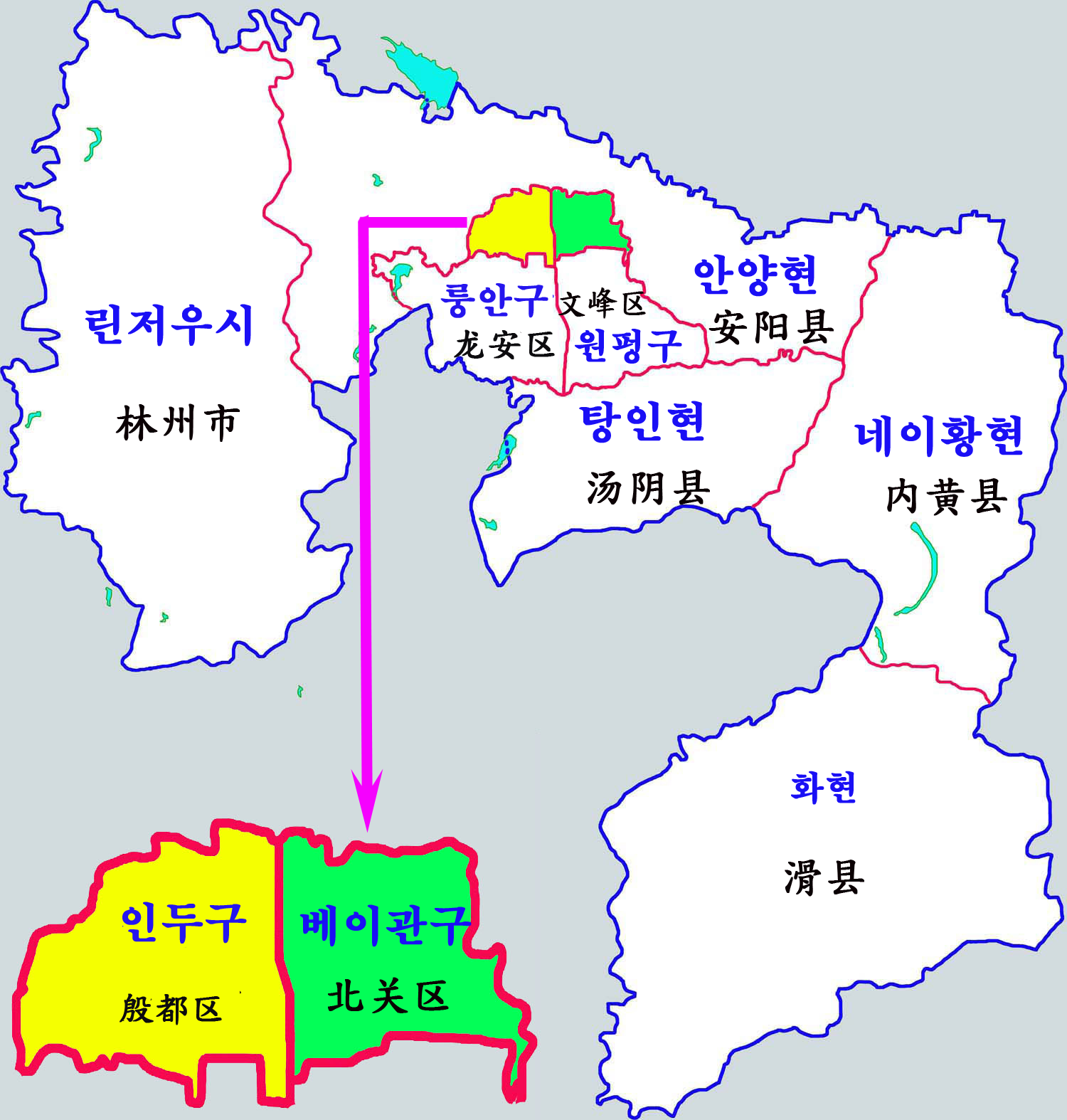
안양시 현급 행정구역도

시할구
- 베이관구(北关区)
- 원펑구(文峰区)
- 인두구(殷都区)
- 룽안구(龙安区)

현급시
- 린저우시(林州市)

현
- 안양현(安阳县)
- 화현(滑县)
- 네이황현(内黄县)
- 탕인현(汤阴县)

## 출신 인물
- 조자양: 활현

## 같이 보기
- 중국의 옛 수도